# Теодосий III Адрамит
Теодосий III Адрамит (на гръцки: Θεοδόσιος Γ΄) е византийски император (715 – 717).

## Възкачване на престола
Той е бил финансов чиновник и събирал данъци в южната част на тема Опсикион. Изпратен е на сбор в Мизия, когато войската, недоволна от управлението на Анастасий II, започва да се бунтува и провъзгласява него за император. Теодосий отказва и даже се опитва да се спаси чрез бягство в горите недалеч от Константинопол (около град Адрамитиум), но го принуждават да остане при главната армия и да потегли към Константинопол през май 715 г. След шестмесечна обсада градът бива превзет, вследствие на измяна, и Теодосий коронясан, като пощадява живота на сваления Анастасий. С посредничеството на патриарх Герман I Анастасий II бива убеден да абдикира и става монах в Солун.

## Управление
За краткото управление на Теодосий III, който иначе проявявал умереност и мъдрост, се знае доста малко. С държавните дела той почти не се занимавал и не съумял да внуши към себе си уважение. Не го признали за император четирима стратези, в това число стратегът Лъв III Исавър, командващ войските в Мала Азия.
Теодосий трябвало да се разправи с арабското нахлуване в Мала Азия и с напредващия арабски флот. За целта подписва мирен договор със сина на хан Тервел – Кормесий, за да си осигури защита срещу арабската инвазия. По време на военните действия Лъв III вдига бунт в Мала Азия и без трудности му се удава да застави Теодосий да се отрече от престола през 717 г. Той се изолира в манастир в Ефес, където водел строг аскетичен живот. Предполага се, че станал епископ на Ефес. Съвременните историци обаче смятат, че това всъщност е бил синът му. Със сигурност този епископ е бил жив поне до 24 юли 754 г., когато участвал в иконоборския събор в Хиерия. След смъртта на бившия император населението дълго почитало паметта му и му приписвало чудеса.